# 艾比蓋兒·瑞秋福特
艾比蓋兒·瑞秋福特（英語：Abigail Ratchford，1992年2月2日—），美國女模特兒及演員。
瑞秋福特沒有上過大學，從2013年起，她就常在Instagram上發布性感照片，而使自己獲得廣大的迴響。之後就常為商品代言或拍廣告，以及拍攝泳裝寫真。瑞秋福特起初在賓夕法尼亞州擔任模特兒，2014年1月，她搬至加利福尼亞州洛杉磯。2014年，登上電視節目《走進好萊塢》。
2013年至今，瑞秋福特的Instagram擁有超過500萬名追隨者。她受訪時表示，最初的目標是100萬，很訝異超出如此之多。

## 外部連結
- 官方网站
- 艾比蓋兒·瑞秋福特在互联网电影资料库（IMDb）上的資料（英文）
- 艾比蓋兒·瑞秋福特的X（前Twitter）
- 艾比蓋兒·瑞秋福特的Facebook專頁